# Т-500
Т-500 — советский промышленный трактор, производившийся с 1985 по 2000 года на Чебоксарском тракторном заводе.
Предназначен для выполнения тяжёлых землеройных работ: разработки мёрзлых и плотных каменистых грунтов, горных и скальных пород. Используется на открытых горных разработках, в мелиорации, гидротехническом и дорожном строительстве. Имеет топливный бак на 900 литров.

## Создание и производство
Разработки Т-500 на Челябинском тракторном заводе в рамках семейства перспективных промышленных тракторов с передним расположением кабины, принадлежащих к разным тяговым классам но максимально унифицированных по основным узлам и агрегатам (первоначально Т-220, Т-330 и Т-500, а затем по задумке конструкторов более тяжелые и даже колесные машины). Первый опытный экземпляр собран в октябре 1967 года. Из-за направления основных усилий на доводку Т-330 не получил развития, но с постройкой  Чебоксарского завода промышленных тракторов вся документация по была передана в его КБ где машина и была доведена до серийного производства.  15 февраля 1981 года с конвейера экспериментального цеха сошёл первый прототип Т-500. В 1984 году выпущен первый экземпляр Т-500 утвердившейся конструкции.
Весной 1985 года на главном конвейере организован участок по сборке опытных тракторов Т-500, к концу года наладилось производство Т-500 в основном цеху. До конца 1985 года изготовлено 3 машины. В 1986 году приёмочная комиссия рекомендовала Т-500 к массовому производству, через два года начат выпуск северной модификации Т-500УХЛ. 12 февраля 1989 года в Чехословакии был подписан договор о испытаниях экспортной модификации Т-500. Трактор начал поставляться в Югославию, Испанию, Австралию, Колумбию, Венесуэлу и другие страны. В 1991 году на проходившей в Вероне выставке строительных и дорожных машин бульдозер-рыхлитель на базе трактора Т-500 наградили дипломом оргкомитета.
В ходе пред серийных производств было решено отказаться от переднего расположения кабины и массовый трактор увидел свет уже в классической компоновке с расположенным перед кабиной моторным отсеком.

## Ходовая часть и гусеницы
Полужёсткая ходовая система состоит из двух гусеничных тележек, прокачивающихся на оси бортовых передач. Опорные, поддерживающие катки и направляющие колеса с одноразовой смазкой на весь срок службы с самоподжимными уплотнениями. Натяжение гусеничной цепи облегчено благодаря применению гидравлического механизма натяжения, установленного совместно с механизмом сдавания.
- Шаг звена — 250 мм
- Число башмаков — 42, их ширина — 650 мм
- Высота грунтозацепа — 90 мм
- Площадь контакта гусеницы с грунтом — 4,7 м2
- Всего на тракторе 14 опорных катков и 4 поддерживающих